# Élections régionales de 2024 en Saxe
Les élections régionales de 2024 en Saxe (en allemand : Landtagswahl in Sachsen 2024) se tiennent le 1er septembre 2024, afin d'élire les 120 députés de la 8e législature du Landtag, pour un mandat de cinq ans.

## Contexte
Près de trois mois après les élections régionales du 1er septembre 2019, l'Union chrétienne-démocrate (CDU), l'Alliance 90/Les Verts (Grünen) et le Parti social-démocrate (SPD) s'entendent pour former une « coalition kényane ». Le ministre-président chrétien-démocrate Michael Kretschmer est réélu le 20 décembre pour un second mandat par 61 voix sur 118 lors d'une session du Landtag.

## Mode de scrutin
Le Landtag est constitué de 120 députés (en allemand : Mitglied des Landtags, MdL), élus pour une législature de cinq ans au suffrage universel direct et suivant le scrutin proportionnel d'Hondt.
Chaque électeur dispose de deux voix : la première (Wahlkreisstimme) lui permet de voter pour un candidat de sa circonscription selon les modalités du scrutin uninominal majoritaire à un tour, le Land comptant un total de 60 circonscriptions ; la seconde voix (Landesstimme) lui permet de voter en faveur d'une liste de candidats présentée par un parti au niveau du Land.
Lors du dépouillement, l'intégralité des 120 sièges est répartie proportionnellement aux secondes voix entre les partis ayant remporté au moins 5 % des suffrages exprimés au niveau du Land ou deux circonscriptions. Si un parti a remporté des mandats au scrutin uninominal, ses sièges sont d'abord pourvus par ceux-ci.
Dans le cas où un parti obtient plus de mandats au scrutin uninominal que la proportionnelle ne lui en attribue, il conserve ces mandats supplémentaires et la taille du Landtag est augmentée par des mandats complémentaires distribués aux autres partis pour rétablir une composition proportionnelle aux secondes voix.

## Campagne
Proposé comme chef de file (spitzenkandidat) dès le 5 février 2023 par le comité directeur régional du Parti libéral-démocrate (FDP), le conseiller municipal de Dresde Robert Malorny voit sa candidature ratifiée lors d'une convention régionale réunie le 20 janvier 2024 à Döbeln par 92,8 % des suffrages exprimés. Il se donne comme objectif d'assurer le retour du FDP au Landtag, dont il est absent depuis dix ans faute d'être parvenu à franchir le seuil électoral des 5 % des suffrages exprimés.
Au cours d'une réunion tenue le 25 septembre 2023, le comité directeur régional du Parti social-démocrate d'Allemagne (SPD) propose à l'unanimité d'investir la ministre des Affaires sociales Petra Köpping comme cheffe de file. La décision est ratifiée par 97 % des suffrages exprimés lors d'un congrès régional du parti, réuni le 25 novembre suivant en présence du co-président fédéral du SPD Lars Klingbeil.
Au cours d'un congrès régional organisé à Chemnitz le 5 novembre 2023, Die Linke désigne un binôme de chefs de file en la personne de ses co-présidents en Saxe, Susanne Schaper, qui reçoit le soutien de 91,7 % des délégués, et Stefan Hartmann, qui obtient 78,3 % des suffrages exprimés. Le 14 avril 2024, Susanne Schaper est investie pour occuper la première place sur la liste régionale avec 93,7 % des voix à l'occasion d'une convention régionale qui approuve également le programme électoral du parti.
Le 20 janvier 2024, l'Union chrétienne-démocrate d'Allemagne (CDU) désigne son président régional et ministre-président sortant Michael Kretschmer comme chef de file. Il est investi avec 94,8 % des suffrages exprimés, soit un recul d'un point et demi de pourcentage par rapport à sa nomination pour les élections de 2019. À cette occasion, il exprime son opposition à la formation d'un gouvernement minoritaire à l'issue du scrutin, en référence au fait que sa coalition « kényane » avec les sociaux-démocrates et les écologistes n'est plus majoritaire dans les sondages.
L'Alternative pour l'Allemagne (AfD) choisit le 13 mars 2024 lors d'un congrès à Glauchau d'investir comme chef de file Jörg Urban, président du groupe parlementaire régional depuis octobre 2017 et de la branche régionale du parti depuis février 2018. La ZDF rapporte à cette occasion qu'il a été membre du courant Der Flügel, classé comme extrémiste de droite par le renseignement intérieur et dissous depuis.
L'Alliance 90/Les Verts (Grünen) forme le 16 mars 2024 à Chemnitz un trio de chefs de file à l'occasion du congrès réuni pour constituer la liste régionale. Il rassemble la ministre de la Justice Katja Meier, le ministre de l'Environnement Wolfram Günther et la présidente du groupe parlementaire Franziska Schubert. Ils occupent respectivement la première, la deuxième et la troisième place de la liste des candidats.

### Principaux partis
| Parti | Parti | Idéologie                                                                                                   | Chef de file                                   | Résultat en 2019           |
| ----- | --- | --- | ---------------------------------------------- | -------------------------- |
|       | Union chrétienne-démocrate d'Allemagne Christlich Demokratische Union Deutschlands                                   | Centre droit Démocratie chrétienne, libéral-conservatisme                                                   | Michael Kretschmer (Ministre-président)        | 32,1 % des voix 45 députés |
|       | Alternative pour l'Allemagne Alternative für Deutschland                                                             | Droite à extrême droite Euroscepticisme, national-conservatisme, populisme                                  | Jörg Urban                                     | 27,5 % des voix 38 députés |
|       | Die Linke La Gauche                                                                                                  | Extrême gauche à gauche Socialisme démocratique, anticapitalisme, populisme                                 | Susanne Schaper                                | 10,4 % des voix 14 députés |
|       | Alliance 90/Les Verts Bündnis 90/Die Grünen                                                                          | Centre gauche Écologie politique, progressisme                                                              | Katja Meier (Ministre de la Justice)           | 8,7 % des voix 12 députés  |
|       | Parti social-démocrate d'Allemagne Sozialdemokratische Partei Deutschlands                                           | Centre gauche Social-démocratie, troisième voie, progressisme                                               | Petra Köpping (Ministre des Affaires sociales) | 7,8 % des voix 10 députés  |
|       | Parti libéral-démocrate Freie Demokratische Partei                                                                   | Centre à centre droit Libéralisme, social-libéralisme                                                       | Robert Malorny                                 | 4,5 % des voix 0 député    |
|       | Électeurs libres Freie Wähler                                                                                        | Centre Localisme, démocratie directe, libéral-conservatisme                                                 |                                                | 3,4 % des voix 0 député    |
|       | Alliance Sahra Wagenknecht - Pour la raison et la justice Bündnis Sahra Wagenknecht - Für Vernunft und Gerechtigkeit | Gauche radicale ou Attrape-tout Nationalisme, populisme et conservatisme de gauche, socialisme démocratique |                                                | Nouveau                    |

### Sondages

Moyenne lissée des sondages.

| Institut                | Date       | CDU    | SPD   | Grünen | FDP   | Linke  | AfD    | FW    | BSW  |
| ----------------------- | ---------- | ------ | ----- | ------ | ----- | ------ | ------ | ----- | ---- |
| Institut                | Date       |        |       |        |       |        |        |       |      |
| Forsa                   | 20/08/2024 | 33 %   | 7 %   | 6 %    | –     | 3 %    | 31 %   | –     | 12 % |
| Forschungsgruppe Wahlen | 29/08/2024 | 33 %   | 6 %   | 6 %    | –     | 4 %    | 30 %   | –     | 12 % |
| INSA                    | 24/08/2024 | 30 %   | 6 %   | 5 %    | –     | 4 %    | 32 %   | 3 %   | 15 % |
| Forschungsgruppe Wahlen | 23/08/2024 | 33 %   | 7 %   | 6 %    | –     | 4 %    | 30 %   | –     | 11 % |
| Infratest dimap         | 22/08/2024 | 31 %   | 7 %   | 6 %    | –     | 4 %    | 30 %   | –     | 14 % |
| Forsa                   | 20/08/2024 | 33 %   | 6 %   | 6 %    | –     | 3 %    | 30 %   | –     | 13 % |
| INSA                    | 16/08/2024 | 29 %   | 5 %   | 5 %    | 2 %   | 5 %    | 32 %   | 4 %   | 15 % |
| Forschungsgruppe Wahlen | 09/08/2024 | 34 %   | 6 %   | 6 %    | –     | 4 %    | 30 %   | –     | 11 % |
| Infratest dimap         | 20/06/2024 | 29 %   | 7 %   | 7 %    | –     | 3 %    | 30 %   | –     | 15 % |
| INSA                    | 19/06/2024 | 30 %   | 5 %   | 5 %    | 2 %   | 4 %    | 32 %   | –     | 15 % |
| INSA                    | 19/03/2024 | 30 %   | 6 %   | 5 %    | 2 %   | 5 %    | 34 %   | 3 %   | 11 % |
| Infratest dimap         | 25/01/2024 | 30 %   | 7 %   | 7 %    | –     | 4 %    | 35 %   | –     | 8 %  |
| Forsa                   | 11/01/2024 | 30 %   | 7 %   | 8 %    | 3 %   | 6 %    | 34 %   | 3 %   | 4 %  |
| INSA                    | 31/08/2023 | 29 %   | 7 %   | 6 %    | 5 %   | 9 %    | 35 %   | –     | –    |
| INSA                    | 07/04/2022 | 25 %   | 12 %  | 9 %    | 7 %   | 9 %    | 28 %   | 3 %   | –    |
| Infratest dimap         | 24/02/2022 | 27 %   | 13 %  | 8 %    | 7 %   | 10 %   | 24 %   | 3 %   | –    |
| INSA                    | 17/09/2021 | 31 %   | 11 %  | 7 %    | 8 %   | 11 %   | 26 %   | –     | –    |
| Infratest dimap         | 20/08/2021 | 35 %   | 11 %  | 7 %    | 6 %   | 10 %   | 21 %   | 4 %   | –    |
| INSA                    | 16/08/2021 | 34 %   | 8 %   | 7 %    | 8 %   | 13 %   | 25 %   | –     | –    |
| INSA                    | 25/05/2021 | 24 %   | 6 %   | 13 %   | 12 %  | 11 %   | 26 %   | –     | –    |
| INSA                    | 04/01/2021 | 34 %   | 7 %   | 10 %   | 5 %   | 11 %   | 26 %   | –     | –    |
| INSA                    | 08/07/2020 | 36 %   | 7 %   | 10 %   | 4 %   | 11 %   | 26 %   | –     | –    |
|                         |            |        |       |        |       |        |        |       |      |
| Élections               | 01/09/2019 | 32,1 % | 7,7 % | 8,6 %  | 4,5 % | 10,4 % | 27,5 % | 3,3 % | –    |

## Résultats

### Voix et sièges
|                          |                                                                 |                                                                 |                  |                  |                  |                  |           |       |       |        |              |               |  |  |
| Partis                   | Partis                                                          | Partis                                                          | Circonscriptions | Circonscriptions | Circonscriptions | Circonscriptions | Liste     | Liste | Liste | Liste  | Total sièges | +/-           |  |  |
| Partis                   | Partis                                                          | Partis                                                          | Votes            | %                | Sièges           | +/−              | Votes     | %     | +/−   | Sièges | Total sièges | +/-           |  |  |
|                          | Union chrétienne-démocrate d'Allemagne (CDU)                    | Union chrétienne-démocrate d'Allemagne (CDU)                    | 805 231          | 34,43            | 27               | 14               | 749 216   | 31,91 | 0,20  | 14     | 41           | 4             |  |  |
|                          | Alternative pour l'Allemagne (AfD)                              | Alternative pour l'Allemagne (AfD)                              | 794 176          | 33,96            | 28               | 13               | 719 274   | 30,63 | 3,13  | 12     | 40           | 2             |  |  |
|                          | Alliance Sahra Wagenknecht - Pour la raison et la justice (BSW) | Alliance Sahra Wagenknecht - Pour la raison et la justice (BSW) | 148 350          | 6,34             | 0                | en stagnation    | 277 173   | 11,81 | Nv    | 15     | 15           | 15            |  |  |
|                          | Parti social-démocrate d'Allemagne (SPD)                        | Parti social-démocrate d'Allemagne (SPD)                        | 144 407          | 6,17             | 0                | en stagnation    | 172 002   | 7,33  | 0,39  | 10     | 10           | en stagnation |  |  |
|                          | Alliance 90/Les Verts (Grünen)                                  | Alliance 90/Les Verts (Grünen)                                  | 119 016          | 5,09             | 2                | 1                | 119 964   | 5,11  | 3,52  | 5      | 7            | 5             |  |  |
|                          | Die Linke (Linke)                                               | Die Linke (Linke)                                               | 149 120          | 6,38             | 2                | 1                | 104 888   | 4,47  | 5,89  | 4      | 6            | 8             |  |  |
|                          | Électeurs libres (FW)                                           | Électeurs libres (FW)                                           | 113 042          | 4,83             | 1                | 1                | 53 008    | 2,26  | 1,10  | 0      | 1            | 1             |  |  |
|                          | Saxons libres (FS)                                              | Saxons libres (FS)                                              | 12 771           | 0,55             | 0                | en stagnation    | 52 195    | 2,22  | Nv    | 0      | 0            | en stagnation |  |  |
|                          | Parti d'action pour le bien-être animal (TIERSCHUTZ hier!)      | Parti d'action pour le bien-être animal (TIERSCHUTZ hier!)      |                  |                  |                  |                  | 23 576    | 1,00  | Nv    | 0      | 0            | en stagnation |  |  |
|                          | Parti libéral-démocrate (FDP)                                   | Parti libéral-démocrate (FDP)                                   | 33 644           | 1,44             | 0                | en stagnation    | 21 003    | 0,89  | 3,61  | 0      | 0            | en stagnation |  |  |
|                          | Die PARTEI (DP)                                                 | Die PARTEI (DP)                                                 | 2 607            | 0,11             | 0                | en stagnation    | 19 870    | 0,85  | 0,70  | 0      | 0            | en stagnation |  |  |
|                          | Autres                                                          | Autres                                                          | 16 371           | 0,70             | 0                | en stagnation    | 35 747    | 1,52  | –     | 0      | 0            | en stagnation |  |  |
|                          |                                                                 |                                                                 |                  |                  |                  |                  |           |       |       |        |              |               |  |  |
| Votes valides            | Votes valides                                                   | Votes valides                                                   | 2 338 735        | 98,78            |                  |                  | 2 347 916 | 1,22  |       |        |              |               |  |  |
| Votes blancs et nuls     | Votes blancs et nuls                                            | Votes blancs et nuls                                            | 28 964           | 99,16            | 19 783           | 0,84             |           |       |       |        |              |               |  |  |
| Total                    | Total                                                           | Total                                                           | 2 367 699        | 100              | 60               | en stagnation    | 2 367 699 | 100   | –     | 60     | 120          | 1             |  |  |
| Abstentions              | Abstentions                                                     | Abstentions                                                     | 813 314          | 25,57            |                  |                  | 813 314   | 25,57 |       |        |              |               |  |  |
| Inscrits / participation | Inscrits / participation                                        | Inscrits / participation                                        | 3 181 013        | 74,43            | 3 181 013        | 74,43            |           |       |       |        |              |               |  |  |

### Conséquences

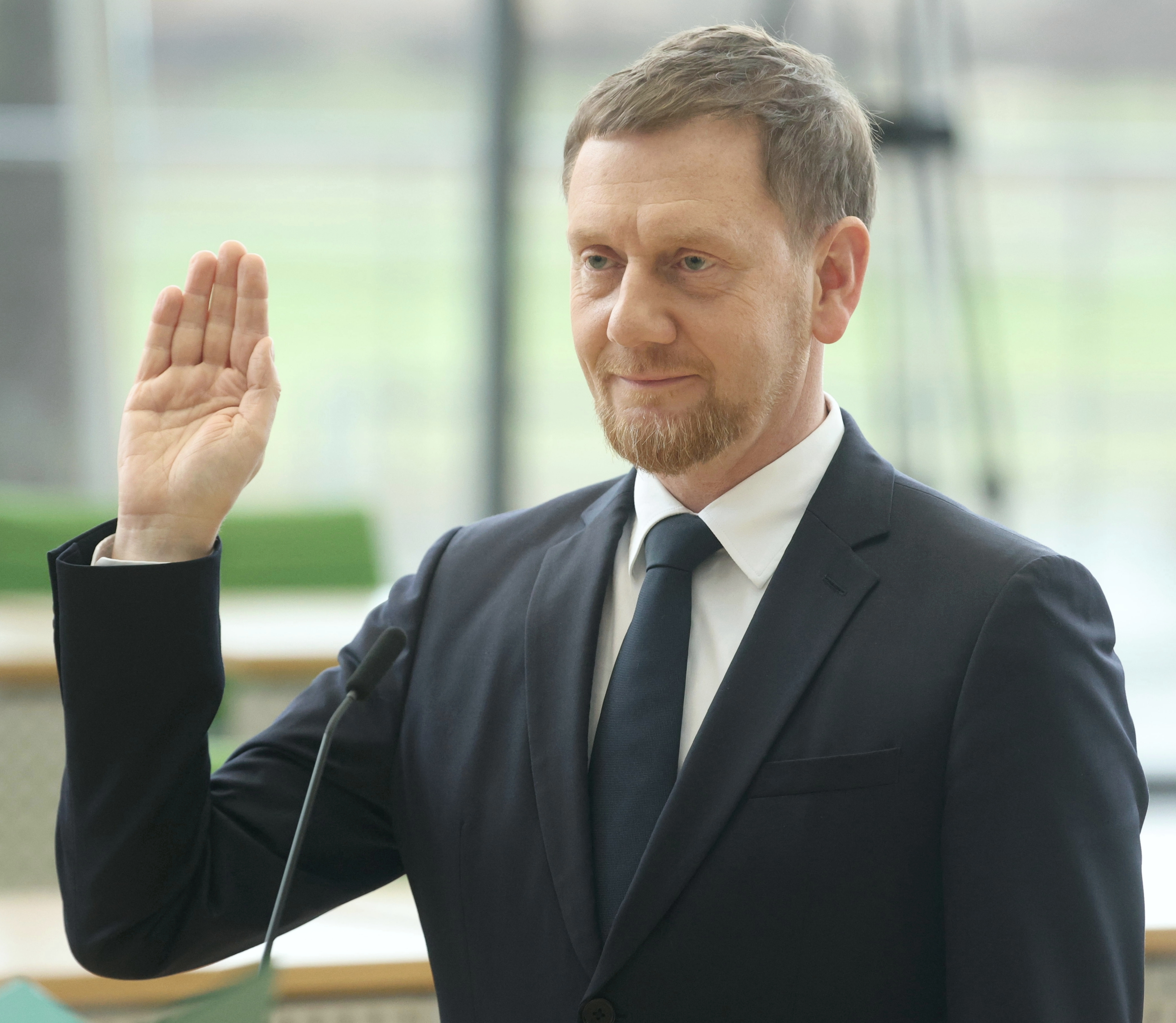
Michael Kretschmer est réélu à la tête d'un gouvernement minoritaire CDU-SPD.

Le 9 septembre, le ministre-président sortant Michael Kretschmer rencontre à Berlin la présidente de l'Alliance Sahra Wagenknecht - Pour la raison et la justice (BSW), Sahra Wagenknecht, afin de déterminer la possibilité de former une coalition « de la mûre » avec l'Union chrétienne-démocrate (CDU) et le Parti social-démocrate (SPD). Les trois partis s'entendent le 17 octobre suivant sur une base de négociations en vue de commencer les discussions exploratoires, préalables aux négociations de coalition. Les entretiens sont brièvement suspendus le 26 octobre par le SPD, après que la BSW a voté avec l'Alternative pour l'Allemagne (AfD) pour la mise en place d'une commission d'enquête parlementaire sur la gestion de la pandémie de Covid-19. Ils sont finalement interrompus le 6 novembre par la BSW, qui expose ses désaccords avec la CDU et le SPD sur la guerre en Ukraine, l'immigration et la fiscalité.
Plus d'une semaine après cet échec, les directions de l'Union chrétienne-démocrate et du Parti social-démocrate s'accordent pour négocier une « grande coalition » minoritaire, disposant de seulement 51 députés sur 120, et se disent prêtes à discuter au préalable sur les textes législatifs avec l'ensemble des groupes parlementaires, sauf l'AfD. Ils concluent leur accord de coalition le 3 décembre. Le pacte est ratifié le 14 décembre par un congrès de la CDU avec une dizaine de votes contre, puis le surlendemain par les militants du SPD lors d'un référendum interne par 78,1 % des suffrages exprimés avec une participation de 37,1 % des inscrits.
Lors du vote d'investiture organisé le 18 décembre au Landtag, Michael Kretschmer échoue au premier tour de scrutin, par 55 voix favorables contre 40 voix pour le candidat de l'AfD Jörg Urban et six pour le candidat des Électeurs libres Matthias Berger, alors que la majorité absolue des députés, soit 61 voix, était requise. Lors du second tour, organisé dans la foulée, il est effectivement réélu ministre-président par 69 voix favorables, contre 39 à Berger et une à Urban. Il forme son gouvernement de dix ministres le lendemain.